# NGC 424
NGC 424 es una galaxia espiral barrada de la constelación de Sculptor. 
Fue descubierta el 30 de noviembre de 1837 por el astrónomo John Herschel.